# Ori and the Will of the Wisps
Ori and the Will of the Wisps ist ein von Moon Studios entwickeltes Metroidvania-Jump-’n’-Run für Microsoft Windows und Xbox One. Publisher des Spiels ist Xbox Game Studios. Ori and the Will of the Wisps, dessen Entwicklung bei der Electronic Entertainment Expo 2017 angekündigt wurde, ist der Nachfolger zu Ori and the Blind Forest. Das Spiel sollte ursprünglich 2019 erscheinen. Zur Electronic Entertainment Expo 2019 wurde das Erscheinungsdatum auf den 11. Februar 2020 verschoben, im Rahmen der Game Awards 2019 erneut auf den 11. März 2020. Im Jahr 2020 erhielt das Spiel den Steam Award für hervorragenden visuellen Stil.

## Handlung
Ori und seine Familie haben Kuros überlebendes Kind „Ku“ bei sich aufgenommen und groß gezogen. Doch Kus rechter Flügel hat eine Fehlbildung, weshalb sich das erste Mal Fliegen als unmöglich herausstellt. Ori schenkt Ku Kuros Feder und ermöglicht ihr so ihren ersten Flug. Übermütig vom Erfolg, fliegen die beiden in das unbekannte Gebiet Niwen, welches hinter Nibel liegt und geraten in einen heftigen Sturm. Infolgedessen stürzen die beiden ab und werden getrennt. Ori macht sich sofort auf die Suche, ohne zu wissen, was für ein Abenteuer ihn erwartet.

## Gameplay
Der Spieler steuert Ori, den Avatar der Spieleserie. Um im Spielgeschehen voranzukommen, müssen die Spieler Aufgaben erledigen und Rätsel lösen. Das Spiel erlaubt es dem Spieler zu jeder Zeit, den Spielstand zu speichern. Mit fortschreitender Spieldauer soll der Spieler, wie bereits im Vorgänger, die Fähigkeiten der Avatare selbst bestimmen. Ori and the Will of the Wisps handelt davon, die Mysterien hinter dem Wald „Niwen“ zu entdecken, und von der Suche nach der „wahren Bestimmung“ Oris. Einige Spielelemente sind inspiriert von Rayman und Metroid.

## Entwicklung
Im Vergleich zu Ori and the Blind Forest wurde die Größe der Spielwelt verdreifacht. Um diese mit Inhalt zu füllen, wurden Sidequests eingeführt. Das Kampfsystem wurde stark überarbeitet. Während der Vorgänger zum Button mashing animierte, ist die Waffe im Spiel jetzt individuell anpassbar in dem Shards eingesammelt und ausgerüstet werden. Grafisch setzte der Vorgänger auf 2D-Sprites, die gegen eine vollständige 3D-Umgebung ersetzt wurden. Zudem wurde die Framerate der Animationen angehoben.

### Musik
Der Soundtrack zum Spiel wurde von Gareth Coker komponiert und unter Mitwirkung der Sängerinnen Aeralie Brighton und Kelsey Mira aufgenommen.

## Rezeption

### Kritiken
Das Spiel erhielt zum Release durchweg überaus gute Bewertungen.

### Auszeichnungen
- 2021 Global Industry Game Awards Gewinner 2D-Umgebung
- 2021 Global Industry Game Awards nominiert für 2D-Animation
- 2021 Global Industry Game Awards nominiert für 2D-Charakterdesign
- 2021 Global Industry Game Awards nominiert für Musikkomposition